# Peter Doyle
Peter Doyle (nascido em 26 de novembro de 1945) é um ex-ciclista irlandês que competiu no ciclismo nos Jogos Olímpicos de Verão de 1968 e 1972, representando a Irlanda.